# Michelle Batista
Michelle Batista (São Gonçalo, 26 de abril de 1986) es una actriz de cine y televisión brasileña. Es hermana de la también actriz Giselle Batista, con la que ha compartido elenco en varias producciones. Michelle es reconocida por su actuación en la exitosa serie brasileña El negocio, en la que interpreta a Magali. Ha actuado en otras series de televisión en su país como Malhação (2007), Clandestinos (2010) y As Canalhas (2015). Sus créditos en cine incluyen las películas Podecrer! (2007), A Suprema Felicidade (2010) y Zoom (2016).

## Filmografía

### Televisión
| Año     | Título                        | Personaje                             | Notas                                  |
| ------- | ----------------------------- | ------------------------------------- | -------------------------------------- |
| 2006    | Cobras & Lagartos             | Gabriela                              |                                        |
| 2007    | Malhação                      | Clarissa Viana                        | Temporada 14                           |
| 2009    | Os Buchas                     | Li                                    | Episódio: "Li"                         |
| 2010    | Clandestinos: o Sonho Começou | Michelle                              |                                        |
| 2011    | Aline                         | Mirella                               | Episódio: "Aline x Vera"               |
| 2012    | Adorável Psicose              | Aninha                                | Episódio: "A Aninha Triste"            |
| 2012    | Louco por Elas                | Andressa                              | Episódio: "Novo Affair de Celebridade" |
| 2013    | Saramandaia                   | Vitória (joven)                       | Episódio: "24 de junio"                |
| 2013–18 | El negocio                    | Magali                                |                                        |
| 2015    | Los Milagros de Jesús         | Sara                                  | Episódio: "La mujer samaritana""       |
| 2015    | As Canalhas                   | Andréia                               | Episódio: "Tatiana"                    |
| 2017    | El rico y Lázaro              | Talita Rahal                          |                                        |
| 2019    | Vítimas Digitais              | Giselle                               | Episódio: "Renata"                     |
| 2019    | Amor sin Igual                | Maria Antônia Barros Cordeiro         |                                        |
| 2019    | Las Aventuras de Poliana      | Ângela (Productora de Fios Maravilha) |                                        |
| 2021    | Génesis                       | Adinah                                | Fase 5: Abraham Fase 6: Jacob          |
| 2021    | Génesis                       | Lea (joven)                           | Fase 5: Abraham Fase 6: Jacob          |
| 2025    | Pablo, El Apóstol             | Rhoda                                 |                                        |

### Cine
| Año  | Película                               | Personaje                | Nota          |
| ---- | -------------------------------------- | ------------------------ | ------------- |
| 2007 | Podecrer!                              |                          |               |
| 2010 | High School Musical: O Desafio         | Alícia                   |               |
| 2010 | Dores e Amores                         | Dora 2                   |               |
| 2010 | A Suprema Felicidade                   | Moça na festa do militar |               |
| 2012 | A Inevitável História de Letícia Diniz | Letícia Diniz            | Corto-metraje |
| 2016 | Zoom                                   | Modelo                   |               |
| 2021 | O Auto da Boa Mentira                  | Whemytta                 | [ 22 ]        |